# Johann Schneider (Soziologe)
Johann Schneider (* 1944) ist ein deutscher Soziologe. Er war Rektor der Fachhochschule Frankfurt am Main (1987–1994) und ist seit 2017 Präsident der Karlshochschule International University.

## Leben
Johann Schneider studierte Soziologie mit den Schwerpunkten Stadtsoziologie, Organisationssoziologie und Ethik. Er war Wissenschaftlicher Mitarbeiter am Institut für Sozialforschung und an der Johann Wolfgang Goethe-Universität Frankfurt am Main tätig. Er wurde über gewerkschaftliche Interessenvertretung im öffentlichen Dienst zum Dr. phil. promoviert. 
Von 1976 bis 2009 war Schneider Professor für Soziologie an der Fachhochschule Frankfurt am Main, zudem Prorektor (1983–1984; 1985–1986) und Rektor (1987–1994). Seit September 2017 ist er Präsident der Karlshochschule International University in Karlsruhe.
Schneider ist Mitglied mehrerer Hochschulgremien. Er ist in verschiedenen Akkreditierungskommissionen des Wissenschaftsrates und der Foundation for International Business Administration Accreditation (FIBAA). Er war Vorstandsmitglied des Landeshochschulrats Brandenburg und Vorstandsmitglied des ISR-Instituts für Stadt- und Regionalentwicklung.

## Schriften
- Interessen und Interessenpolitik der beschäftigten im öffentlichen Dienst, Frankfurt am Main, 1979
- Die Vertreibung aus dem Paradies: Wie aus dem Fressen ein moralisches Problem wurde – Eine kurze Einführung in die Grundfragen der Moral (Materialien zur Sozialarbeit und Sozialpolitik), Fachhochschulverlag Frankfurt am Main, 2001, ISBN 3923098898
- Sozialraum Stadt : Sozialraumorientierung kommunaler (Sozial- )Politik – eine Einführung in die Sozialraumanalyse für soziale Berufe, Fachhochschulverlag Frankfurt am Main, 2005, ISBN 3936065519
- Gut und böse – falsch und richtig : zu Ethik und Moral der sozialen Berufe, Fachhochschulverlag Frankfurt am Main, 2006 (3. Auflage), ISBN 3936065780